# Бассет (Арканзас)
Бассет (англ. Bassett) — місто (англ. town) в США, в окрузі Міссіссіппі штату Арканзас. Населення — 124 особи (2020).

## Географія
Бассет розташований на висоті 72 метрів над рівнем моря за координатами 35°32′9″ пн. ш. 90°7′45″ зх. д. / 35.53583° пн. ш. 90.12917° зх. д. (35.535807, -90.129303).  За даними Бюро перепису населення США в 2010 році місто мало площу 0,63 км², уся площа — суходіл.

## Демографія
Згідно з переписом 2010 року, у місті мешкали 173 особи в 67 домогосподарствах у складі 44 родин. Густота населення становила 276 осіб/км².  Було 72 помешкання (115/км²). 
Расовий склад населення:
| - 90,2 % — білих - 8,1 % — чорних або афроамериканців |

До двох чи більше рас належало 1,7 %. Іспаномовні складали 1,7 % від усіх жителів.
За віковим діапазоном населення розподілялося таким чином: 18,5 % — особи молодші 18 років, 63,6 % — особи у віці 18—64 років, 17,9 % — особи у віці 65 років та старші. Медіана віку мешканця становила 46,8 року. На 100 осіб жіночої статі у місті припадало 94,4 чоловіків;  на 100 жінок у віці від 18 років та старших — 88,0 чоловіків також старших 18 років.
Середній дохід на одне домашнє господарство  становив 31 621 долар США (медіана — 27 143), а середній дохід на одну сім'ю — 39 629 доларів (медіана — 38 125). За межею бідності перебувало 45,1 % осіб, у тому числі 80,0 % дітей у віці до 18 років та 28,1 % осіб у віці 65 років та старших.
Цивільне працевлаштоване населення становило 57 осіб. Основні галузі зайнятості: роздрібна торгівля — 26,3 %, виробництво — 24,6 %, транспорт — 19,3 %, освіта, охорона здоров'я та соціальна допомога — 15,8 %.

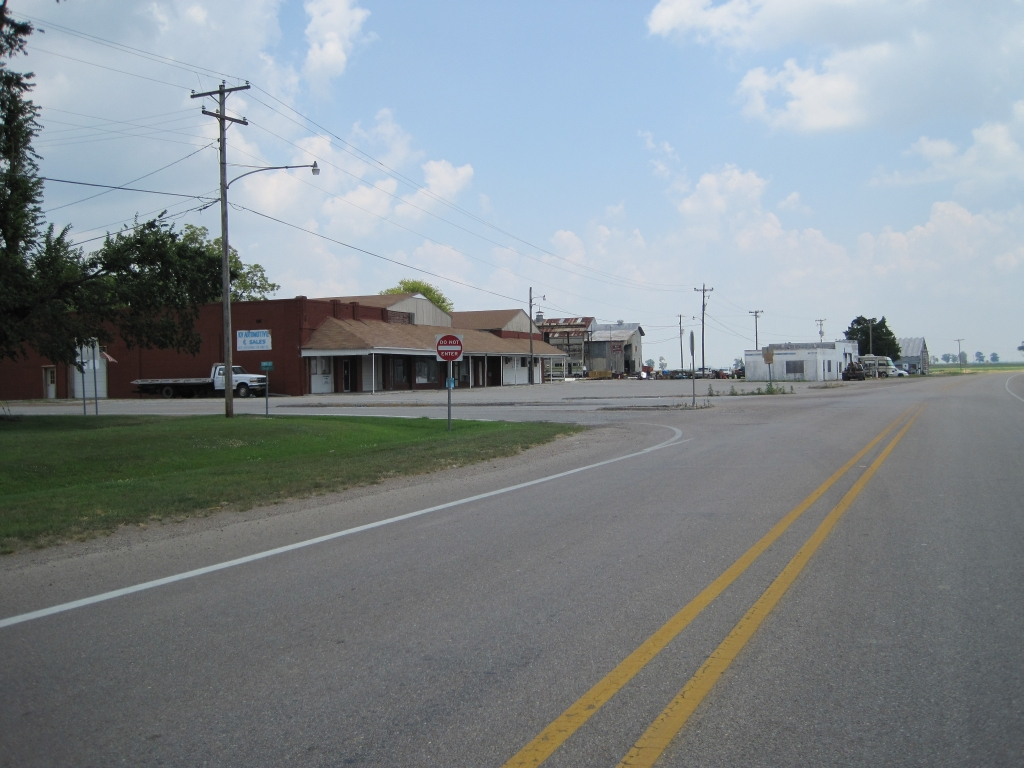
На в'їзді в Бассет

За даними перепису населення 2000 року в містечкі проживало 168 осіб, 49 сімей, налічувалося 71 домашнє господарство і 76 житлових будинків. Середня густота населення становила близько 280 осіб на один квадратний кілометр. Расовий склад містечка за даними перепису розподілився таким чином: 94,81 % білих, 5,19 % — представників змішаних рас. Іспаномовні склали 0,60 % від усіх мешканців містечка.
З 71 домашніх господарств в 32,4 % — виховували дітей у віці до 18 років, 45,1 % представляли собою подружні пари, які спільно проживають, в 14,1 % сімей жінки проживали без чоловіків, 29,6 % не мали сімей. 26,8 % від загального числа сімей на момент перепису жили самостійно, при цьому 15,5 % склали самотні літні люди у віці 65 років та старше. Середній розмір домашнього господарства склав 2,37 особи, а середній розмір родини — 2,80 особи.
Населення містечка за віковим діапазоном за даними перепису 2000 року розподілилося таким чином: 23,2 % — жителі молодше 18 років, 5,4 % — між 18 і 24 роками, 29,2 % — від 25 до 44 років, 25,0 % — від 45 до 64 років і 17,3 % — у віці 65 років та старше. Середній вік мешканця склав 40 років. На кожні 100 жінок в Бассеті припадало 88,8 чоловіків, у віці від 18 років та старше — 89,7 чоловіків також старше 18 років.
Середній дохід на одне домашнє господарство в містечкі склав 31 607 доларів США, а середній дохід на одну сім'ю — 32 813 доларів. При цьому чоловіки мали середній дохід в 28 750 доларів США в рік проти 21 250 доларів середньорічного доходу у жінок. Дохід на душу населення в містечкі склав 13 464 долари на рік. 18,4 % від усього числа сімей в населеному пункті і 23,6 % від усієї чисельності населення перебували на момент перепису населення за межею бідності, при цьому 36,1 % з них були молодші 18 років і 9,5 % — у віці 65 років та старше.